# 林德霍夫宫
林德霍夫宫（德语：Schloss Linderhof）是位于德国巴伐利亚州西南部上阿玛高（Oberammergau）附近的一座王宫，于1874年到1878年间建造。是巴伐利亚国王路德维希二世建造的三座王宫中最小的一座，也是唯一他在世时完工的一座。